# Afjeh
Afjeh (persiska: افجه, اَفچِه) är en ort i Iran.   Den ligger i provinsen Teheran, i den norra delen av landet, 30 km nordost om huvudstaden Teheran. Afjeh ligger 2 046 meter över havet och antalet invånare är 685.
Terrängen runt Afjeh är kuperad åt sydost, men åt nordväst är den bergig.Runt Afjeh är det glesbefolkat, med 19 invånare per kvadratkilometer. Närmaste större samhälle är Fasham, 16,8 km nordväst om Afjeh. Trakten runt Afjeh består i huvudsak av gräsmarker.